# Chalupecký potok
Chalupecký potok je pravostranným přítokem Lobezského potoka ve Slavkovském lese v okrese Sokolov v Karlovarském kraji. Délka toku měří 3,1 km.

## Průběh toku
Potok pramení na náhorní planině Slavkovské lesa necelý 1 kilometr od zaniklého města Čistá. Jeho pramen se nachází v nadmořské výšce okolo 790 metrů. Od pramene teče pastvinami jihozápadním směrem, nedaleko jeho levého břehu se nachází přírodní rezervace Rašeliniště u myslivny s mnoha druhy chráněných rostlin. Směr toku se obrací k západu, v okolí potoka se nacházejí malé rybníčky, jejichž přepady jsou svedeny do potoka. V údolí mezi Sklenným vrchem (831 m) a Rozhledy (859 m) se nachází dědičná štola Jeroným, kterou byl v dobách těžby cínové rudy odvodňován historický důl Jeroným.
Po asi 600 m dospěje potok k Lobezskému potoku, do kterého se vlévá nad osadou Podstrání.